# Carlos Moreno (actor)
Carlos Moreno (La Plata, 29 de agosto de 1938 - Buenos Aires, 9 de marzo de 2014) fue un actor y director argentino de larga trayectoria tanto en cine, teatro y televisión, recordado por sus papeles de Don Lucero en la telenovela infantil Cebollitas; el comisario Serrano en Hermanos y Detectives; y el intendente Iñiguez en El Puntero, entre muchos otros.

## Carrera
Se inició como actor en La Plata, en un grupo que integraban, entre otros, Federico Luppi y Martín Adjemián. 
En la década de 1960, ya establecido en Buenos Aires, tuvo como maestros a Hedy Crilla, Carlos Gandolfo, Agustín Alezzo y Augusto Fernándes.
Cursó algunos años en la Escuela de Bellas Artes y posteriormente estudió dibujo y pintura en la Universidad Sarmiento.

### Filmografía[3]
- 1968: El proyecto
- 1973: El deseo de vivir
- 1973: Los caballeros de la cama redonda
- 1976: Juan que reía
- 1978: La rabona
- 1979: El poder de las tinieblas
- 1980: Los hijos de López
- 1980: Tiro al aire
- 1983: El poder de la censura
- 1986: Seré cualquier cosa, pero te quiero
- 1987: La clínica del Dr. Cureta
- 1995: Dónde y cómo Oliveira perdió a Achala
- 1996: Veredicto final
- 1998: Mala época
- 1999: Nostalgia en la mesa 8 (cortometraje)
- 2002: El descanso
- 2003: India Pravile
- 2003: La mitad negada
- 2004: Lisboa
- 2012: Otro corazón

### Televisión[4]
- 1971: Las grandes novelas
- 1972: La mosca loca
- 1972: La cola del PRODE
- 1973: Humorisqueta
- 1973: La revista dislocada
- 1978: Un mundo de veinte asientos
- 1980: Mancinelli y familia
- 1980/1981: Somos como somos o no somos?
- 1981: Hay que educar a papá
- 1981/1982: Todo empezó con don Pedro
- 1982: Crecer con Papá
- 1982: Yo soy porteño
- 1983: La casa nostra
- 1983: Sola
- 1983: Hombres de ley
- 1990: La bonita página
- 1991/1992: Pizza Party
- 1992: Los muchachos periodistas
- 1995: Poliladron
- 1997/1998: Cebollitas
- 1998: Gasoleros
- 1998: Refugio en la ciudad
- 2002: Los simuladores
- 2004/2005: Los secretos de papá
- 2006: Hermanos y detectives
- 2007: Televisión por la identidad
- 2007: Mujeres de nadie
- 2007: Los cuentos de Fontanarrosa
- 2008: Casi Ángeles
- 2008: Don Juan y su bella dama
- 2010: Caín y Abel
- 2011: El puntero, como el intendente
- 2013: Farsantes
- 2013/2014: Esa mujer

### Teatro
Como actor
- El pupilo quiere ser tutor
- Don Juan
- El barrio del ángel gris
- Noche de estreno
- Absurda persona singular
- Ahora vas a ver lo que te pasa (1983)
- Fausto

Como director
- Don Juan
- Extraña pareja
- Taxi
- Verde oliva
- Cuba y su pequeño Teddy, dirigido junto a Lito Cruz
- El Zorro y la espada de la libertad
- Pequeño matrimonio ilustrado
- Extraña pareja femenina
- Pijamas
- La noche de las pistolas frías
- Un amor de aquellos
- Millonarios de Blancura
- Boeing Boeing

## Vida personal

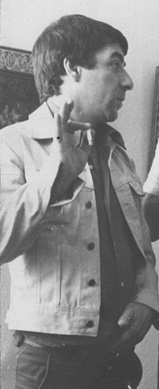
Carlos Moreno en 1976.

Se casó por primera vez en su juventud y tuvo un hijo, Pablo Moreno. Posteriormente se casó en segundas nupcias con la actriz Adriana Aizemberg, con quien tuvo otro hijo, Rodrigo Moreno en 1972, quien es director de cine.

## Homenajes
En 2010 fue declarado Ciudadano Destacado de la Ciudad de La Plata organizado por la Municipalidad de La Plata y la Cátedra Libre de Cultura Andaluza de la Universidad Nacional de La Plata.

## Fallecimiento
Moreno había sufrido un primer infarto el 6 de septiembre de 2013. Unos meses más tarde, en marzo de 2014, tuvo una recaída durante la grabación de la telenovela Esa mujer, protagonizada por Andrea del Boca, y falleció a causa de un nuevo ataque cardíaco el día 9 del mismo mes. Sus restos descansan en el panteón de la Asociación Argentina de Actores del Cementerio de la Chacarita.